# Papamosques de les Sula
El papamosques de les Sula (Cyornis colonus) és una espècie d'ocell de la família dels muscicàpids (Muscicapidae). És endèmic de les illes Sula, a Indonèdia. Habita els boscos tropicals i subtropicals de frondoses humits. Està amenaçat per la pèrdua d'hàbitat i el seu estat de conservació és gairebé amenaçat.

## Taxonomia
Segons la quarta versió de la BirdLife International Checklist of the birds of the world (Desembre 2019), Cyornis pelingensis, una espècie de papamosques de l'arquipèlag Banggai (illa de Peleng), a l'est de les Cèlebes, es tractaria, de fet, d'una subespècie del papamosques de les Sula (Cyornis colonus pelingensis). Tanmateix, la llista mundial d'ocells del Congrés Ornitològic Internacional (versió 11.2, juliol 2021) aquest taxons tenen la categoria d'espècies separades.